# Heliamphora heterodoxa
Heliamphora heterodoxa är en flugtrumpetväxtart som beskrevs av Julian Alfred Steyermark. Heliamphora heterodoxa ingår i släktet Heliamphora och familjen flugtrumpetväxter. Utöver nominatformen finns också underarten H. h. glabella.

## Bildgalleri

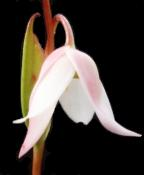